# Archiluth
L'archiluth est un instrument à cordes pincées européen qui a été conçu dans les années 1600 comme une sorte de compromis entre le très grand et volumineux théorbe, dont la taille et l'accord rentrant rendaient difficiles l'exécution d'un répertoire solo, et le luth renaissance ténor, auquel manquaient les longues cordes graves du théorbe.
Il s'agit donc d'un luth ténor auquel est ajoutée une extension du manche comparable à celle d'un théorbe. Il ne possède toutefois pas la puissance du théorbe dans le registre médium et grave,  grâce à ses cordes de grande longueur et sa caisse de résonance volumineuse.
Les principales différences entre l'archiluth et le luth baroque de l'Europe du nord sont le nombre de cordes et l'accord. Là où le luth baroque a de 11 à 13 chœurs, l'archiluth en a généralement 14. Alors que le luth baroque est accordé selon un accord en ré mineur, l'archiluth reprend l'accord du luth renaissance, avec des quartes justes entourant une tierce pour les six premiers chœurs. L'archiluth est fréquemment utilisé comme instrument soliste pendant les trois premiers quarts du XVIIe siècle, mais rarement mentionné comme instrument de continuo pendant cette même période. L'instrument de la famille des luths choisi de préférence pour ce rôle était le théorbe.
Comme les lignes de basse du continuo étaient composées avec des tempos plus rapides et dans une tessiture plus aiguë à la fin du XVIIe siècle, l'archiluth commença à éclipser le théorbe comme instrument principal du continuo. Il manquait au théorbe les notes les plus aiguës et la pratique de plus en plus répandue de doubler la partie de basse par un instrument à archet (violoncelle ou viole de gambe) rendait le manque de son du registre médium et basse de l'archiluth moins important.
Le théorbe a été fréquemment utilisé comme instrument mélodique de basse dans les sonates en trio du début du baroque et l'archiluth a également été employé de cette manière comme dans les célèbres sonates en trio opus 1 et 3 de Corelli qui ont des parties mentionnant violone o arciliuto et une partie de continuo pour orgue, version simplifiée de celle pour violone o arciliuto. La partie de violone o arciliuto contient autant d'indications de chiffrage que celle pour orgue, ce qui laisse supposer que l'archiluth réalisait la basse continue chaque fois que c'était possible.
L'archiluth est utilisé dans les opéras de Haendel ; Giulio Cesare (1724) possède des parties de continuo avec les mentions de arciliuto et tiorba (archiluth et théorbe). Peut-être un seul musicien jouait-il alternativement des deux instruments.
La musique solo pour archiluth est généralement notée en tablature.

## Compositeurs
Toute œuvre de musique baroque italienne tardive avec une partie de luth peut être comprise comme une œuvre avec une partie d'archiluth. Le luth renaissance n'était plus utilisé à cette période. 
Les compositeurs principaux pour archiluth sont Alessandro Piccinini au XVIIe siècle et Giovanni Zamboni pour le XVIIIe siècle. Ce dernier a composé un recueil de douze sonates (publié à Lucca en 1718).
Antonio Scotti et Melchiorre Chiesa sont également des compositeurs milanais du XVIIIe siècle tardif. 
D'autres compositeurs connus pour l'archiluth sont Antonio Tinazzoli, Giuseppe Vaccari et Lodovico Fontanelli.

## Interprètes
On peut citer parmi les luthistes jouant principalement de l'archiluth Edin Karamazov, Axel Wolf et Luca Pianca (fondateur de l'ensemble Il Giardino Armonico), et parmi les luthistes qui reviennent fréquemment de cet instrument, Paolo Cherici, Massimo Lonardi, Luciano Contini, Paul O'Dette, Jakob Lindberg ainsi que Nigel North. Comme il est question d'Edin Karamazov, ce dernier a participé à un album avec Sting en 2006 intitulé Songs from the Labyrinth, sur lequel les deux musiciens reprennent des chansons issues du catalogue de John Dowland en s'accompagnant à l'archiluth. Les deux musiciens se sont à nouveau retrouvés en 2009 sur l'album If on a Winter's Night... où, cette fois-ci, ils jouent le luth. Ces deux albums sont parus sur le label allemand Deutsche Grammophon.

## Accord
Accord habituel de l'archiluth : les petites notes représentent les deuxièmes cordes ajoutées aux basses qui sont optionnelles. Lorsque les basses étaient assez longues, il n'était pas indispensable de les doubler, lorsqu'elles étaient plus courtes une seconde corde à l'octave permettait d'en renforcer le son.